# Station Boguszewo
Station Boguszewo is een spoorwegstation in de Poolse plaats Boguszewo.